# Distrito electoral de Tamms
Tamms (en inglés: Tamms Precinct) es un distrito electoral ubicado en el condado de Alexander en el estado estadounidense de Illinois. En el Censo de 2010 tenía una población de 1696 habitantes y una densidad poblacional de 12,83 personas por km².

## Geografía
Tamms se encuentra ubicado en las coordenadas 37°17′46″N 89°17′13″O / 37.29611, -89.28694. Según la Oficina del Censo de los Estados Unidos, Tamms tiene una superficie total de 132.21 km², de la cual 132.19 km² corresponden a tierra firme y (0.01%) 0.02 km² es agua.

## Demografía
Según el censo de 2010, había 1696 personas residiendo en Tamms. La densidad de población era de 12,83 hab./km². De los 1696 habitantes, Tamms estaba compuesto por el 68.22% blancos, el 24.82% eran afroamericanos, el 0.71% eran amerindios, el 0.06% eran asiáticos, el 0% eran isleños del Pacífico, el 5.19% eran de otras razas y el 1% pertenecían a dos o más razas. Del total de la población el 5.66% eran hispanos o latinos de cualquier raza.